# Minerva trattiene Achille dall'uccidere Agamennone
Minerva trattiene Achille dall'uccidere Agamennone è un affresco eseguito da Giambattista Tiepolo, nella Sala dell'Iliade di Villa Valmarana ai Nani.

## Descrizione
L'opera fa parte di una serie di tre dipinti su muro, in cui vengono rappresentati altrettanti episodi relativi al primo libro del poema omerico sulla Guerra di Troia.
Achille, irato con Agamennone, capo supremo degli Achei, che ha manifestato la volontà di sottrargli la schiava Briseide, sguaina la spada per ucciderlo, ma è trattenuto per i capelli dalla dea Atena sopraggiunta, invisibile a tutti tranne che all'eroe. La divinità calma Achille, mentre Agamennone si ritrae, proteggendosi col mantello. Alla scena assistono attoniti numerosi guerrieri dell'esercito greco.